# Географія Ліхтенштейну

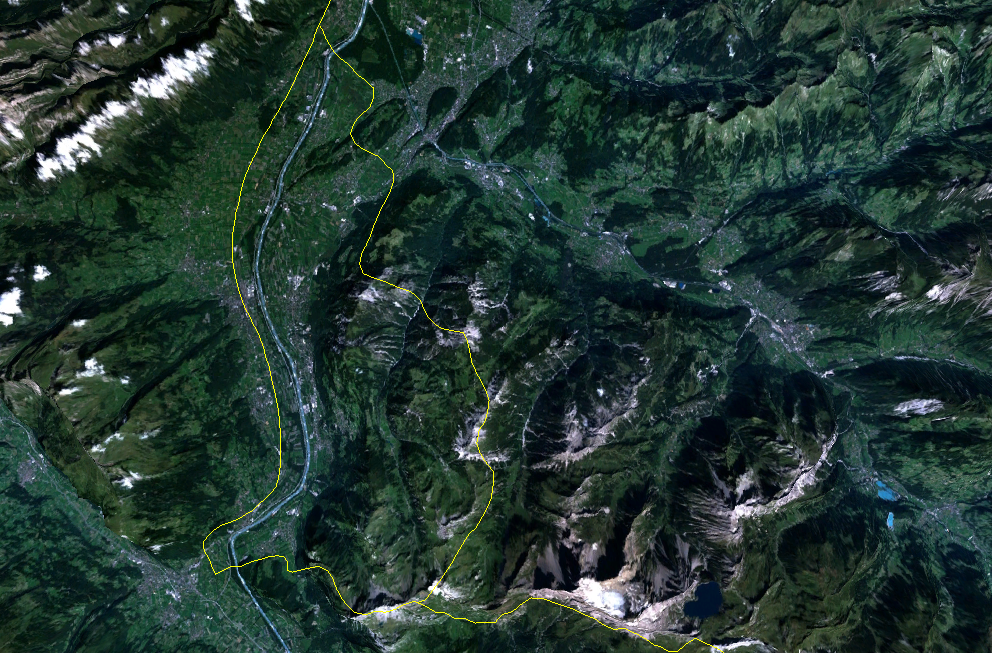
Космічний знімок Ліхтенштейну. Кордони зображені жовтим кольором.

Ліхтенштейн — країна центральної Європи, яка розташована в горах Альпах і займає площу 160 км². Країна входить до малих країн континенту, з кордоном у 76 км, і межує зі сходу з Австрією (кордон становить 35 км), а на заході та півдні зі Швейцарією (кордон становить 41 км). Вважається четвертою з найменших держав континенту та шостою — з найменших країн світу.

### Межі
Крайні точки:
- Північ — Річка Рейн 47°16′15″ пн. ш. 9°31′51″ сх. д. / 47.27083° пн. ш. 9.53083° сх. д.
- Південь — Гора Мазоракопф 47°2′55″ пн. ш. 9°33′26″ сх. д. / 47.04861° пн. ш. 9.55722° сх. д.
- Захід — Річка Рейн 47°3′46″ пн. ш. 9°28′18″ сх. д. / 47.06278° пн. ш. 9.47167° сх. д.
- Схід — Прикордонний пост № 28 47°2′55″ пн. ш. 9°33′26″ сх. д. / 47.04861° пн. ш. 9.55722° сх. д.
- Найвища точка — гора Граушпіц (2599 м) 47°3′10″ пн. ш. 9°34′54″ сх. д. / 47.05278° пн. ш. 9.58167° сх. д.
- Найнижча точка — Банзерфельд (429 м) 47°15′57″ пн. ш. 9°32′14″ сх. д. / 47.26583° пн. ш. 9.53722° сх. д.

## Рельєф
Навіть на такій крихітній території можна виявити три доволі відмінних одна від іншої за природою та рельєфом географічних області — родючу долину Рейну на заході, район альпійської складчастості на південному сході і мальовничу північну низовину.
Ліхтенштейн — гірська країна. Гори, займають три чверті території країни, представлені відрогами хребта Ретікон (Ретійські Альпи), які складені доломітом, вапняками, мергелями і флішем (багатошаровими пластами мергелів і глинистих сланців) та сильно розчленовані.
На кордоні зі Швейцарією знаходяться найвища точка країни Граушпіц (2599 м) і гора Фалькніс (2560 м). Гірський район складається з декількох хребтів та міжгірських долин (Мальбун, Валорш, Заміна, Лавена, Валона). По найвищому хребту проходить межа з Австрією, уздовж якої підносяться піки Нафкопф (2570 м), Аугштенберг (2365 м), Оксенкопф (2286 м), Галінакопф (2199 м), Гарзеллакопф (2124 м), Три Сестри (2052 м). Східні хребти, що мають менші висоти, на півночі змінюються горбистими передгір'ями.

### Долина Рейну
Приблизно чверть території країни займає долина Верхнього Рейну, утворюючи західну межу зі Швейцарією. Ширина його русла в межах Ліхтенштейну становить приблизно 50 м. Рейн має льодовикове живлення (паводок припадає на червень-липень) і швидку течію. Місцями русло захищене греблями для захисту долини від затоплення під час повеней.

## Водні ресурси
Водойми Ліхтенштейну належать до басейну річки Рейн. Більшість водойм країни беруть свої початки з альпійських джерел гірського хребта Ретікон. У своїх верхів'ях це є гірські швидкоплинні потоки (завдяки великому перепаду висот — від 2000 м до 600—400 м). Але, пробиваючись на рівнину річки Рейн, вони вливаються в розгалужену систему каналів-водовідводів. Найбільша й основна річка — Рейн, яка тече 27 км територією країни. Другою повноводною річкою є Заміна, яка має довжину 17 кілометрів (12-кілометрова ділянка в Ліхтенштейні).
Через значні й часті розливи Рейну та його приток відбувалися масштабні повені, мешканцям довелося вибудувати цілу систему каналів-водовідводів, які дали змогу впорядкувати течію та розподілити різке збільшення водного потоку в межах усієї рівнинної частини країни. Канали — одна зі складових водного ресурсу країни — стали суттєвим ресурсом для інтенсивного сільського господарства та для людських потреб. Найдовший канал країни — Оберауканал, який простягнувся вздовж усієї довжини Рейну й має розгалужену мережу додаткових водовідвідних каналів.
Найбільше і єдине природне озеро є Гампрінер-Зеле, крім того, є кілька рукотворних великих озер — Озера Нойгрют чи Водосховище Штег. На території Ліхтенштейну є ще з кілька десятків озер, які сформувалися внаслідок діяльності людини та через формування мережі водовідвідних каналів. Внаслідок цього піднявся рівень ґрунтових вод і після повеней частина цих природних і локальних невеличких впадин була заповнена водою, і таким чином сформувалися малі озера в країні.
У Ліхтенштейні ефективно використовують свої підземні водні запаси. Наявність чисельних джерел у гірській частині створило базу для рекреаційно-лікувального використання мінеральних вод. До того ж гірські водні потоки становлять базу якісної питної води для всієї країни. Частковою проблемою для країни є суттєве підняття ґрунтових вод (унаслідок меліорації та розбудови каналів-водовідводів заради запобігання повеням), що відобразилося на якості ґрунтів та часткових побутових незручностей жителів Прирейнської низини, але завдяки технічним удосконаленням та належній експлуатації каналів вдалося покращити ситуацію.

## Клімат
У країні переважає помірно-континентальний тип клімату. Клімат у долині Рейну більш м'який, ніж клімат гір. У літні місяці вдень температура повітря може досягати 26…27 °C, а вночі опускатися до 13…15 °C. Взимку денні температури повітря коливаються від 2 до 4 °C, а нічні — від −4 до −2 °C. На гірськолижних курортах Ліхтенштейну в зимові місяці вдень відзначається близько −2 °C, а вночі температура повітря може опускатися до −10 °C.
У долині Рейну випадає до 800 мм опадів на рік, в горах — до 1200 мм. Основна кількість опадів випадає восени і взимку. У цей час на території країни спостерігається теплий сухий вітер з гір — фен. Як правило, він пом'якшує погодні умови.

## Рослинний та ґрунтовий покрив
У межах Ліхтенштейну простежується вертикальна поясність природного рослинного покриву.
Колись заболочена долина Рейну нині майже повністю осушена та використовується під сільськогосподарські угіддя, які тягнуться приблизно до 800 м над рівнем моря.
Пагорби і нижні схили гір зайняті родючими карбонатними буроземними ґрунтами. Місцями, переважно на півночі країни, збереглися заповідні заболочені ландшафти з характерною флорою і рослинністю, а суходоли зайняті верещатниками та луковою рослинністю. У міру просування в гори на висотах від 800 до 1800 м над рівнем моря поширені ліси. Нижній пояс представлений широколистяними лісами з дуба, бука, клена, липи, ясена, в'яза, а верхній — хвойними, переважно ялиновими, лісами. Збереглося не більше 60 % природних лісових угідь.
Лісовий пояс змінюють барвисті різнотравні субальпійські та альпійські луки.